# Морахаломски срез
Морахаломски срез (мађ. Mórahalmi kistérség) је срез у мађарској жупанији Чонград. Управно седиште округа је градић Морахалом.

## Географија
Срез се налази на крајњем југу Мађарске, на граници са Србијом. Седиште котара је удаљено 20 km западно од Сегедина.

## Историјат
Морахаломски срез је најмлађи међу жупанијским срезовима. Настао је 1950. године и тек је током 1970-их година почео да се развија. Среско средиште је насеље Морахалом, које је 1989. године добио статус града.

## Насељена места
Морахаломски срез има девет насељених места:
- Ашотхалом (Ásotthalom),
- Бордањ (Bordány),
- Етемеш (Öttömös),
- Закањсек (Zákányszék),
- Илеш,
- Морахалом (Mórahalom) - седиште среза,
- Пустамергеш (Pusztamérges),
- Ружа,
- Форашкут (Forráskút).